# 기타타치바나촌
기타타치바나촌(일본어: 北橘村)은 일본 군마현 중앙부에 존재하던 세타군 인구는 약 1만 명을 가진 정이다.
아카기 남서쪽 기슭에 위치하며, 마을 서쪽을 흐르는 도네 강을 사이에 두고 시부카와 시와 상대한다.마을 최남부의 토네 강을 따라 국도 17호가 달린다.또한 최북부에는 국도 353호가 지나며, 함께 다리가 놓여 시부카와시로 관통한다.
1889년 당초 미나미세타군 기타치바나 촌으로 성립하였으며, 1896년 미나미세타군은 히가시군마군과 함께 세타군으로 고쳐졌다. 2006년 2월 20일 시부카와 시, 기타군마 군 이카호 정, 오노가미 촌, 고모치 촌, 세타 군 아카기 촌과 함께 신설 합병하여 소멸하였다

## 연혁
- 1889년 4월 1일 - 정촌제 시행과 함께 미나미세타군 기타타치바나촌이 성립하였다.
- 1896년 4월 1일 - 세타군으로 소속되었다.
- 2006년 2월 20일 - 시부카와 시, 기타군마 군 이카호 정, 오노가미 촌, 고모치 촌, 세타 군 아카기 촌과 합병해 새로운 시부카와시가 되었다.

## 교통

### 도로
- 국도 제17호선
- 국도 제353호선

## 명소·옛터·관광명소

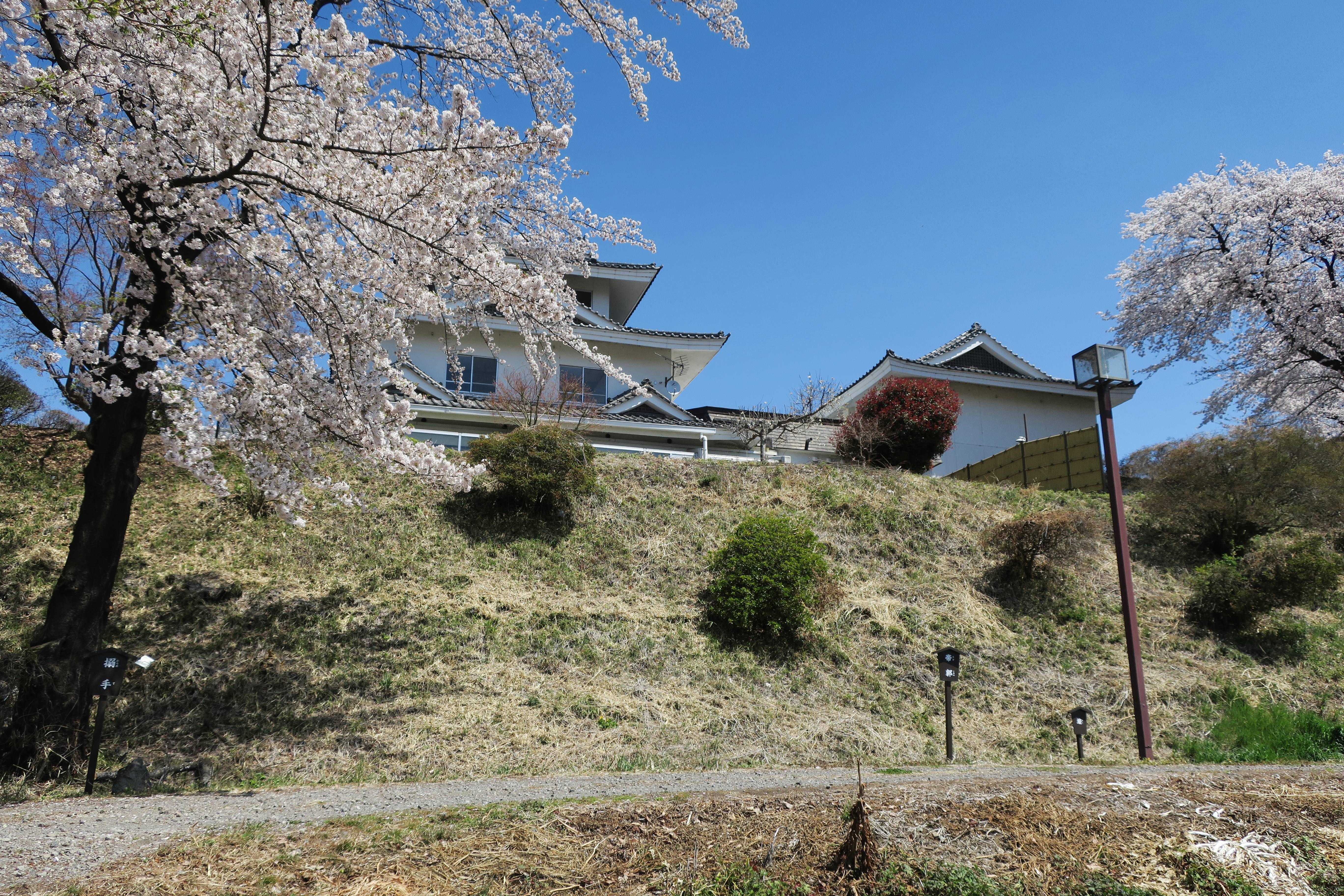
하코다 성터
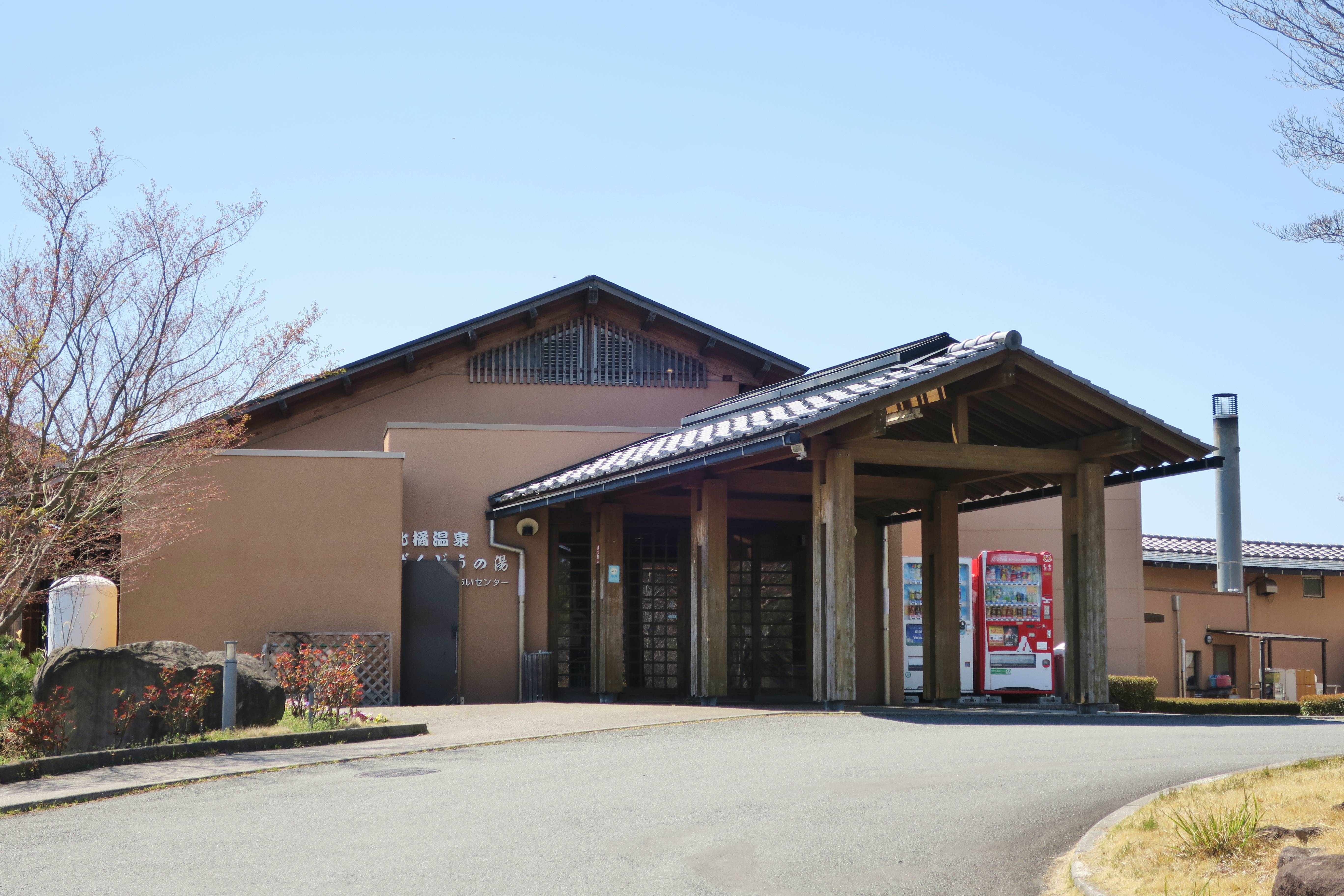
기타타치바나온천반도노유
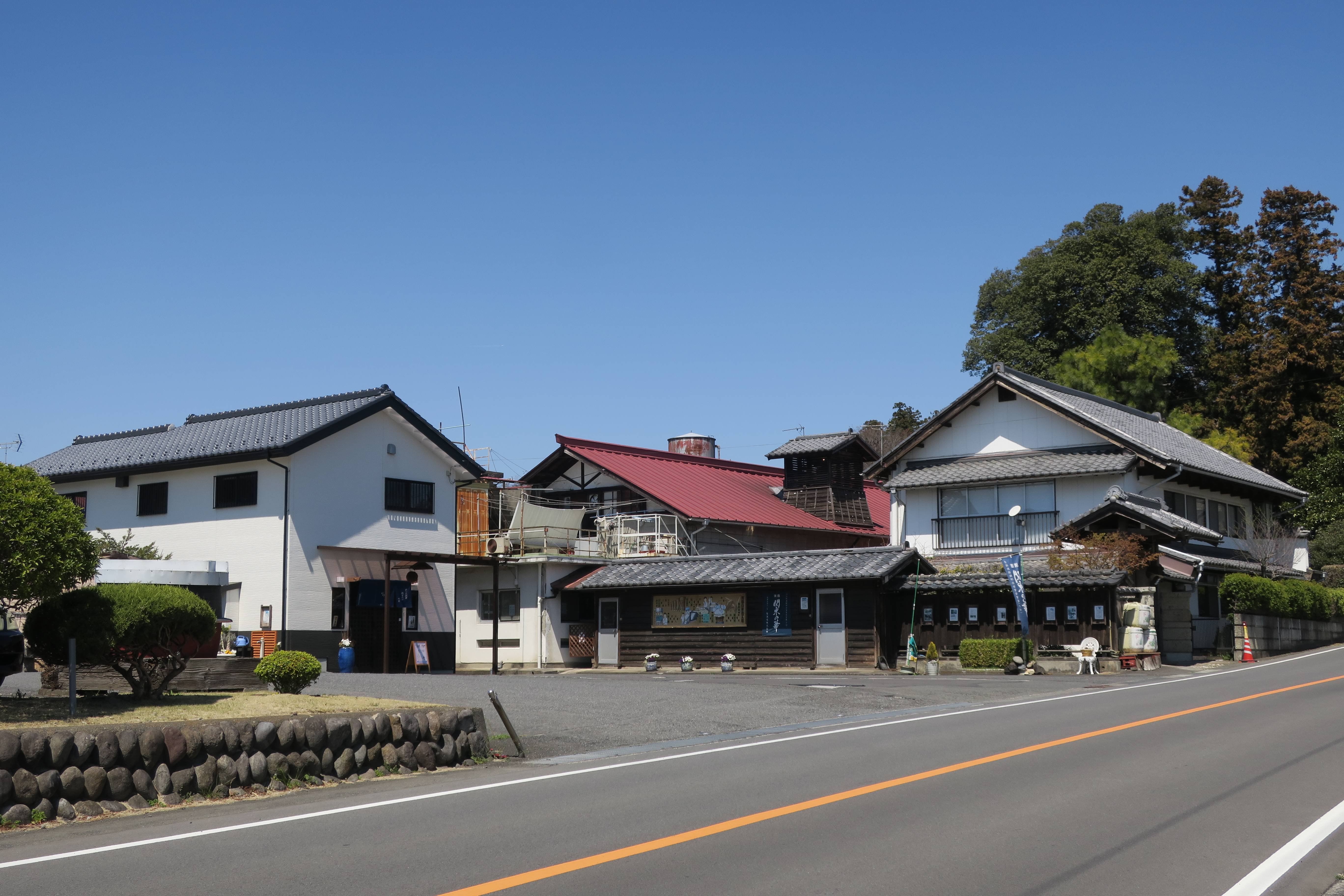
聖酒造 「간토의 하나」쿠라모토
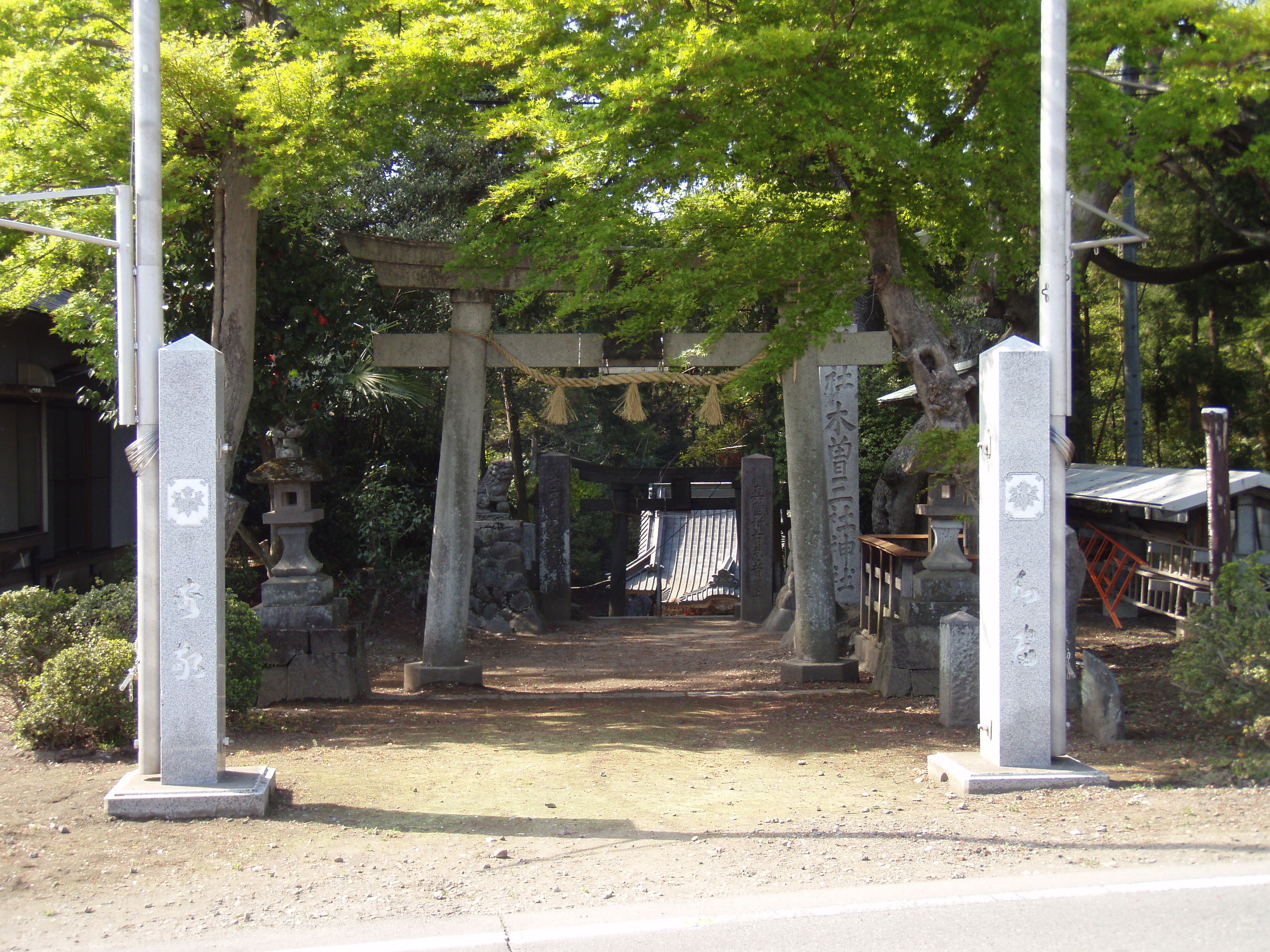
木曾三社神社
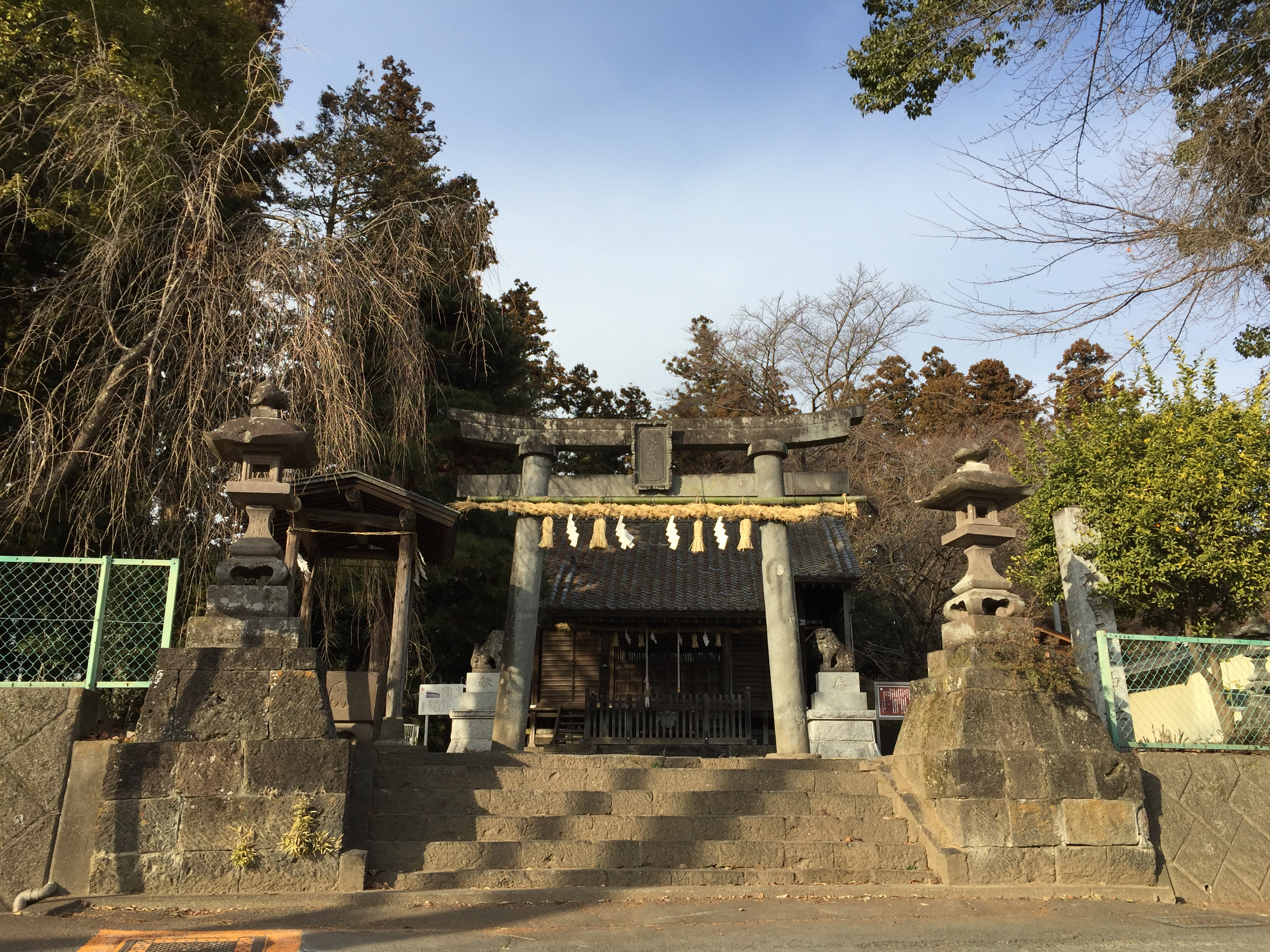
木曾三柱神社

## 참고 문헌
- 角川日本地名大辞典編纂委員会, 『角川日本地名大辞典 10 群馬県』1988, 角川書店